# Sângeorz-Băi
Sângeorz-Băi (in ungherese Oláhszentgyörgy, in tedesco Sankt Georgenstadt) è una città della Romania di 10793 abitanti, ubicata nel distretto di Bistrița-Năsăud, nella regione storica della Transilvania.
Fanno parte dell'area amministrativa della città anche le località di Cormaia e Valea Borcutului.

## Le terme
La prima documentazione dell'esistenza della città, con il nome di Sanct Gurgh, risale al 1245. Nel 1770 a Vienna, i cartografi dell'Impero austro-ungarico segnalano già la città come sede di sorgenti di acque minerali; in effetti il nome Sângeorz-Băi può essere letteralmente tradotto come Bagno (o Sorgente) di San Giorgio, con riferimento al periodo dell'anno in cui il bestiame veniva radunato in mandrie e condotto ai pascoli, percorso lungo il quale le sorgenti del luogo erano un ottimo punto di sosta per abbeverare gli animali.
Le acque termali di Sângeorz-Băi sono in effetti conosciute fin dal XIII secolo, ma solo verso la fine del XVIII secolo si cominciò a frequentare con continuità la località a scopi curativi; nel 1876, ad esaltare ancor più le acque, la città venne chiamata Hebe, dal nome della mitica dea greca della giovinezza, coppiera degli dei che serviva loro il nettare. Nel 1880 venne eretta una grande statua della dea in marmo di Carrara.
A partire dal 1960 Sângeorz-Băi divenne sempre più una località frequentata da diverse tipologie di turisti, prima di tutto a seguito della costruzione di un grande stabilimento termale, che si accompagnò alle condizioni naturali della zona, favorevoli ad attirare escursionisti e praticanti della pesca sportiva e della caccia.
Le acque vengono attualmente usate sia come bevanda, per la cura dell'apparato digerente, delle disfunzioni epatiche e dei problemi di metabolismo, sia per bagni che risultano benefici per i reumatismi e per le artriti, sia per inalazioni a beneficio dell'apparato respiratorio.